# Severo Gomes
Severo Fagundes Gomes (São Paulo, 10 de agosto de 1924 — Angra dos Reis, 12 de outubro de 1992) foi um político e empresário brasileiro.
Empresário dos setores agropecuário e tecelagem, com a Tecelagem Parahyba, teve um papel importante no seu mandato de senador durante a redemocratização.
Morreu no acidente aéreo de helicóptero no litoral de Angra dos Reis, sul do estado do Rio de Janeiro, o mesmo que vitimou Ulysses Guimarães.

## Biografia

### Educação
Filho da Augusta Fagundes Gomes e Olívio Gomes. Estudou em primário Escola Caetano de Campos, secundário no Colégio São Luís e ingressou em Direito na Universidade de São Paulo.

### Vida empresarial
Detentor de grande fortuna pessoal, notabilizou-se nacionalmente ao conciliar sua relevante vida política com as atividades empresariais de criação de gado na Amazônia e da Tecelagem Parahyba instalada em São José dos Campos, cidade localizada no Vale do Paraíba, fabricante dos Cobertores Parahyba, que dominaram o mercado brasileiro de cobertores e mantas.

### Vida política
Na vida política foi um defensor incisivo do Nacionalismo, Protecionismo e de Reserva de mercado. Defendeu a proibição da entrada indiscriminada de empresas estrangeiras no país  sendo um dos articuladores da Política Nacional de Informática ao lado de Cristina Tavares.
Foi ministro da Agricultura no Governo Castelo Branco, ministro da Indústria e do Comércio no Governo Geisel e senador de 1983 a 1991 por São Paulo, pelo PMDB.
Morreu em acidente aéreo junto a sua esposa Anna Maria Henriqueta Marsiaj quando o helicóptero em que viajava caiu no mar próximo à divisa de estados entre São Paulo e Rio de Janeiro. Além deles morreram no acidente Ulysses Guimarães e a esposa Mora Guimarães, juntamente com o piloto Jorge Comemorato.  Em 2002, foram encontradas por um pescador, as peças que confirmaram a queda do helicóptero no mar.
Sua vasta propriedade residencial em São José dos Campos foi transformada em espaço de convívio comunitário denominado Parque da Cidade Roberto Burle Marx.

## Homenagens

Em 1974.

- Parque Severo Gomes - Granja Julieta, São Paulo.[7]

Severo possui as seguintes condecorações
- Ordem de Rio Branco - Grau de Grã-Cruz.
- Ordem do Mérito Militar - Grau de Grande Oficial.
- Ordem do Mérito Naval - Grau de Grande Oficial.
- Ordem do Mérito Aeronáutico - Grau de Grande Oficial.
- Medalha Almirante Tamandaré
- Medalha do Mérito Santos-Dumont - Ministério da Aeronáutica
- Condecoração do Mérito Mauá
- Mérito Industrial do Espírito Santo, Comissão de Mérito Industrial da Federação das Indústrias do Espírito Santo.
- Medalha do Instituto Joaquim Nabuco de Pesquisas Sociais.
- Medalha do Mérito Canavieiro, Classe Ouro - Instituto Joaquim Nabuco de Pesquisas Sociais e Cooperativa de Crédito dos Plantadores de Cana de Pernambuco.
- Medalha da Inconfidência, Ouro Preto, Governo de Minas Gerais.
- Ordem Nacional do Mérito da França.
- Ordem da Águia Azteca do México.
- Ordem Tudor Vladimiresco da Rumênia - 'Ordinal Tudor Vladimirescu - Cli'.
- Ordem do Sol Nascente, Primeira Classe, Japão, 1967.
- Ordem do Tesouro Sagrado, Primeira Classe, Japão, 1976.